# Kazimierz Glabisz
Kazimierz Glabisz (ur. 10 lutego 1893 w Odolanowie, zm. 25 listopada 1981 w Londynie) – generał brygady Wojska Polskiego, działacz sportowy, ostatni przedwojenny prezes PZPN.

## Życiorys
Urodził się 10 lutego 1893 roku w Odolanowie k. Ostrowa Wielkopolskiego w rodzinie Mieczysława i Bolesławy z Bobowskich. Jego starszą, przyrodnią siostrą była Maria Glabiszówna.
Absolwent Gimnazjum Męskiego w Ostrowie. W latach gimnazjalnych działał w niepodległościowym Towarzystwie Tomasza Zana, Gimnazjalnym Klubie Sportowym Venetia, Towarzystwie Sportowym Sokół. W latach 1913–1915 studiował prawo na uniwersytetach w Monachium i we Wrocławiu. W czasie I wojny światowej ukończył niemiecką oficerską szkołę artylerii. Tytuł magistra prawa i administracji zdobył już po wojnie, w roku 1923, na Uniwersytecie Poznańskim.
W 1918 roku walczył w powstaniu wielkopolskim. W latach 1919–1920 pracował w Oddziale Operacyjnym Sztabu Dowództwa Głównego Armii Wielkopolskiej, a podczas wojny polsko-bolszewickiej w Kwaterze Polowej Naczelnego Wodza i w Adiutanturze Generalnej. Od 1921 r. był członkiem tajnej organizacji wojskowej przy Władysławie Sikorskim „Honor i Ojczyzna” mającej dbać o morale oficerów Wojska Polskiego. W latach 1921–1922 pracował w Oddziale IIIa Biura Ścisłej Rady Wojennej w Warszawie. Podczas plebiscytu był członkiem Polskiej Komisji Przejęcia Górnego Śląska.
3 listopada 1923 roku został powołany do Wyższej Szkoły Wojennej w Warszawie, w charakterze słuchacza II Kursu Doszkolenia. 15 października 1923 roku, po ukończeniu kursu i otrzymaniu dyplomu naukowego oficera Sztabu Generalnego, został przydzielony do 14 Dywizji Piechoty w Poznaniu na stanowisko szefa sztabu. Z dniem 15 listopada 1924 roku został przydzielony do macierzystego 14 pułku artylerii polowej w Poznaniu na stanowisko dowódcy I dywizjonu. 15 listopada 1925 roku został przydzielony z 14 pap do Biura Ścisłej Rady Wojennej w Warszawie na stanowisko oficera Oddziału IIIa (Operacyjnego). W 1927 roku został oficerem Referatu „Niemcy” Oddziału II Sztabu Generalnego. 5 listopada 1928 roku otrzymał przeniesienie do Generalnego Inspektoratu Sił Zbrojnych na stanowisko oficera do zleceń. Do 31 sierpnia 1939 roku był I oficerem do zleceń Generalnego Inspektora Sił Zbrojnych.
W latach 1934 i 1935 odbył, na polecenie marszałka Józefa Piłsudskiego dwie nieoficjalne podróże do Niemiec i do Austrii w celu wybadania sytuacji militarnej i nastrojów politycznych w obu krajach. W latach międzywojennych uczestniczył w pracach Centralnego Instytutu Wychowania Fizycznego, był prezesem Polskiego Związku Piłki Nożnej oraz przewodniczącym Polskiego Komitetu Olimpijskiego.
W kampanii wrześniowej 1939 był oficerem do zleceń Naczelnego Wodza (1 – 3 IX), a następnie dowódcą improwizowanej Grupy „Kielce” (3 – 9 IX). Po przegranej polskich wojsk wyjechał do Warszawy, a w roku 1940 przedostał się na Węgry, gdzie współdziałał przy ewakuacji polskich żołnierzy na Zachód. W tym samym roku wyjechał do Wielkiej Brytanii, gdzie w maju 1941 roku został mianowany szefem Oddziału I Sztabu Naczelnego Wodza w Londynie. Po 14 czerwca 1942 roku był zastępcą dowódcy 1 Brygady Strzelców. 20 lutego 1943 roku został wyznaczony na stanowisko zastępcy dowódcy 1 Dywizji Grenadierów (kadrowej). 29 października 1943 roku Naczelny Wódz mianował go z dniem 20 listopada dowódcą 2 Dywizji Grenadierów Pancernych (kadrowej). 18 listopada 1943 roku objął dowództwo dywizji. Od 15 lutego 1945 roku do 1947 roku dowodził 4 Dywizją Piechoty.
Po II wojnie światowej pozostał w Londynie. Udzielał się jako działacz polonijny, społeczny, sportowy, działał w polskich organizacjach i stowarzyszeniach wojskowych, publikował w prasie emigracyjnej, wydał także wspomnienia z lat gimnazjalnych. 26 maja 1977 został powołany na członka Głównej Komisji Skarbu Narodowego.
Pochowany został w Londynie. Komitet Organizacyjny Uroczystości sprowadzenia prochów gen. Kazimierza Glabisza – na czele której stanął Burmistrz Gminy i Miasta Odolanów Józef Wajs – postanowił przenieść szczątki generała do rodzinnego miasta. 31 maja 2008 roku urna została złożona przy kościele św. Marcina w Odolanowie.

## Awanse
- kapitan – zweryfikowany 3 maja 1922 roku ze starszeństwem z dniem 1 czerwca 1919 roku w korpusie oficerów zawodowych artylerii
- major – 31 marca 1924 roku ze starszeństwem z dniem 1 lipca 1923 roku i 22. lokatą w korpusie oficerów zawodowych artylerii
- podpułkownik – 24 grudnia 1929 roku ze starszeństwem z dniem 1 stycznia 1930 roku i 12. lokatą w korpusie oficerów zawodowych artylerii
- pułkownik – 26 stycznia 1935 roku ze starszeństwem z dniem 1 stycznia 1935 roku i 2. lokatą w korpusie oficerów zawodowych artylerii[10]
- generał brygady – ze starszeństwem z dniem 1 czerwca 1945 roku w korpusie generałów

## Ordery i odznaczenia
- Krzyż Komandorski Orderu Odrodzenia Polski (27 lutego 1973)[11]
- Krzyż Niepodległości z Mieczami (20 grudnia 1932)[12]
- Krzyż Oficerski Orderu Odrodzenia Polski[13]
- Krzyż Kawalerski Orderu Odrodzenia Polski (2 maja 1923)[14][15][16]
- Krzyż Walecznych (1921)[13][17]
- Złoty Krzyż Zasługi z Mieczami
- Złoty Krzyż Zasługi (17 marca 1930)[13][18]
- Krzyż na Śląskiej Wstędze Waleczności i Zasługi[13]
- Medal Pamiątkowy za Wojnę 1918–1921[13]
- Medal Dziesięciolecia Odzyskanej Niepodległości[13]
- Odznaka Pamiątkowa Generalnego Inspektora Sił Zbrojnych (12 maja 1936)
- Order Trzech Gwiazd III klasy (Łotwa)[13]
- Order Krzyża Orła III klasy (Estonia)[13]
- Order Legii Honorowej IV klasy (Francja, zezwolenie w 1933)[19][13]
- Order Lwa Białego IV klasy (Czechosłowacja)[13]
- Order Gwiazdy Rumunii IV klasy z mieczami (Rumunia,  zezwolenie w 1933)[20][13]
- Order Leopolda V klasy (Belgia)[13]
- Odznaka Honorowa Olimpijska I kl. (Niemcy)[13]